# Agorakritos

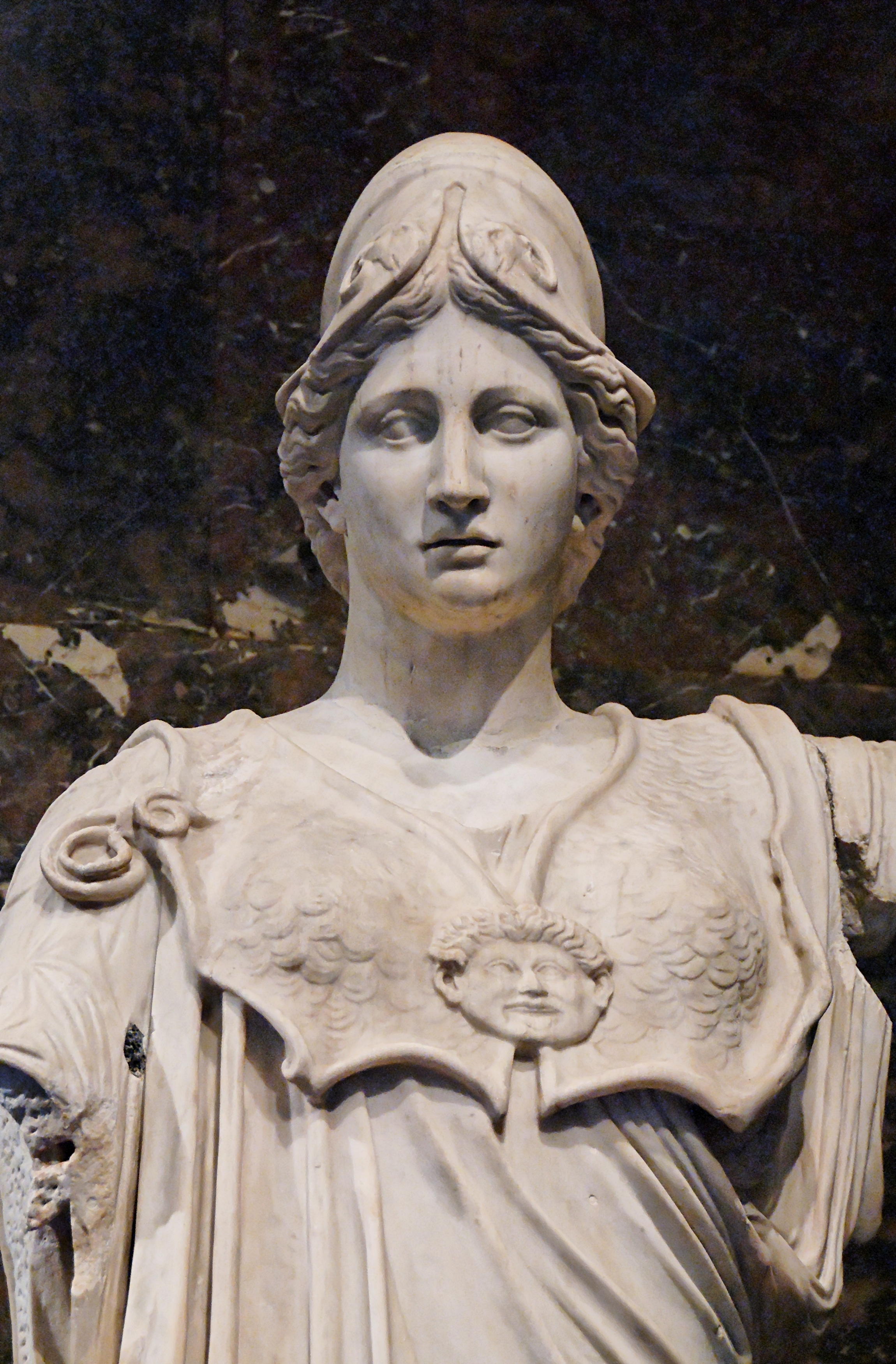
Romersk kopia av en grekisk Athenastaty från 100-200 f.Kr., Förmodligen Athene av Agorakritos.

Agorakritos var en grekisk bildhuggare från Paros, verksam på 5:e århundradet f.Kr. och favoritelev till Fidias. Agorakritos blev berömd för en kolossalstaty av Nemesis i Rhamnus, som även tillskrivs Fidias själv, och varav ett fotstycke är bevarat.

## Biografi
Agorakritos föddes på ön Paros, som blomstrade mellan Olympiaden 85 och 88, det vill säga från omkring 436-424 f.Kr. 
Endast fyra av hans arbeten nämns, nämligen en staty av Zeus och en av Athena Itonia i templet för Atens gudinna, en staty, förmodligen av Cybele, i templet för Atens stora gudinna och Rhamnusian Nemesis. Beträffande det senare arbetet har det varit en hel del diskussion. Uppgiften som Plinius ger är att Agorakritos tävlade med Alkamenes (en annan framstående elev till Fidias) om att göra en staty av Venus, och att atenarna, genom en otillbörlig partiskhet mot sin landsman, gav segern till Alkamenes. Agorakritos gjorde då, upprörd över sitt nederlag, några små förändringar för att ändra sin Venus till en Nemesis (gudinnan för straff eller hämnd), och sålde den till Rhamnus folk under förutsättning att den aldrig skulle sättas upp i Aten.
Pausanias säger, utan att nämna ett ord om Agorakritos, att Rhamnusianska Nemesis var ett verk av Fidias, och gjordes av blocket av parisk marmor som perser enligt Datis och Artafernes förde med sig för att sätta upp som en trofé.  Denna uppgift har emellertid överväldigande avvisats som varande en misstolkning av idéer kopplade av grekerna till gudinnan Nemesis.  Statyn var för övrigt inte av parisk utan pentelisk marmor.  Strabon, John Tzetzes, Suda och Photius ger ytterligare varianter av uppfattningen om denna staty.   Man verkar i allmänhet vara överens om att Plinius berättelse om saken är korrekt i de flesta avseenden och det har funnits olika avhandlingar om det sätt på vilket en staty av Venus kan ha ändrats till en av Nemesis.   
Så sent som i början av 1900-talet, fanns en del av statyns huvud på British Museum, medan vissa fragment av reliefen som prydde piedestalen fanns i museet i Aten. [12] I början av 2000-talet hade tillräckliga fragment återfunnits (inklusive sockeln) för att en partiell rekonstruktion av Agorakritos Nemesis kunde göras i Rhamnus. I den avbildas Nemesis, som håller en äppelgren och en phiale, bärande en krona dekorerad med rådjur.